# Oskar Berger (Sportfunktionär)

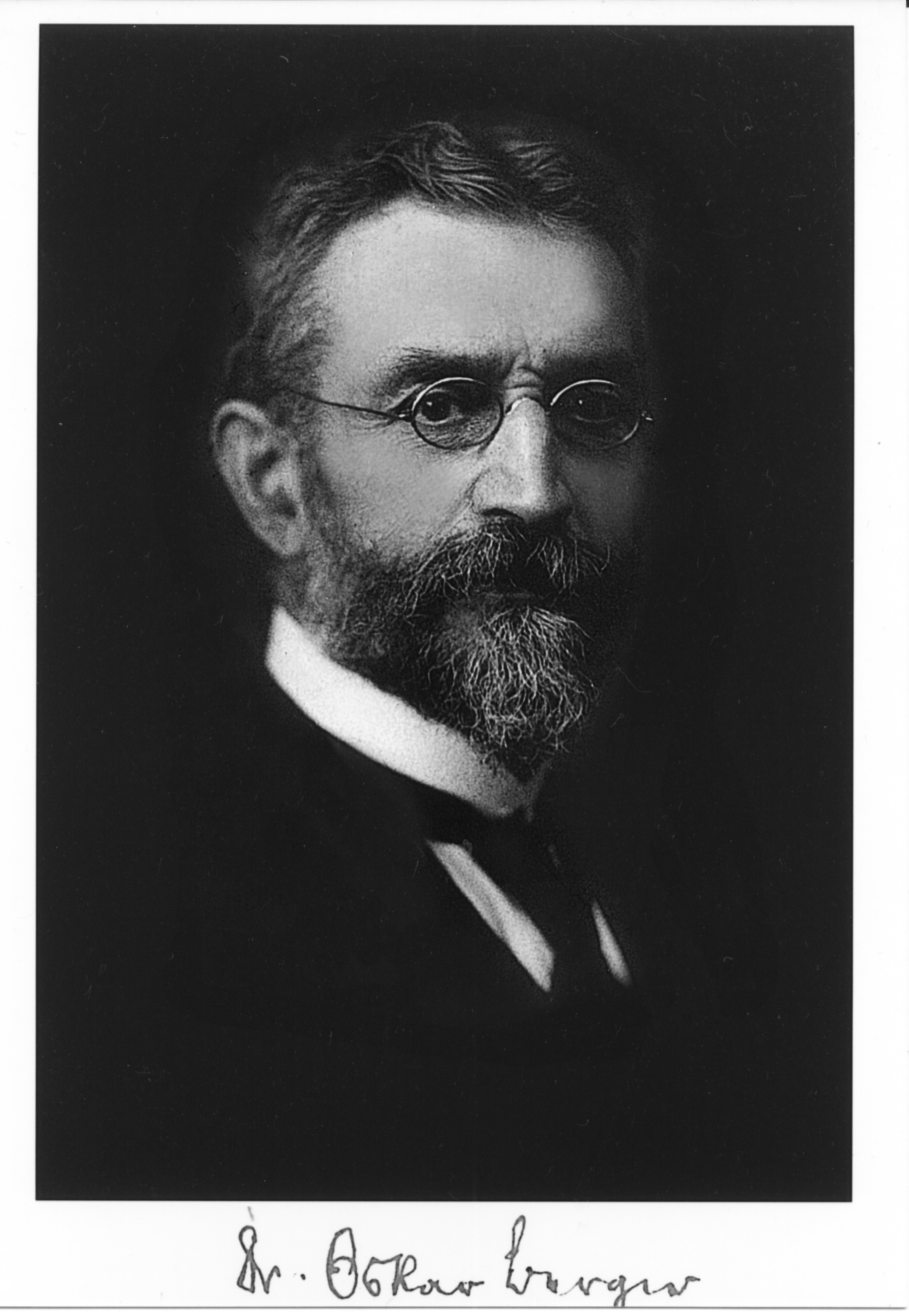

Gustav Oskar Berger (* 10. April 1862 in Torgau; † 18. September 1934 in Mühlhausen, Thüringen) war ein deutscher Turnlehrer und Sportfunktionär. Er war von 1919 bis 1929 Vorsitzender der Deutschen Turnerschaft.

## Leben
Oskar Berger wurde als Sohn eines Postsekretärs geboren und besuchte die Gymnasien in Torgau und Sangerhausen. Bereits als Schüler in Torgau und Sangerhausen war Berger leidenschaftlicher Turner. Er studierte Mathematik und Physik in Leipzig und absolvierte eine Ausbildung als Turnlehrer. Während seines Studiums wurde er 1880 Mitglied des Akademischen Turnvereins Normannia Leipzig (seit 1909 Burschenschaft Normannia Leipzig). Sein Studium schloss er 1885 mit der Promotion zum Dr. phil. ab. Berger unterrichtete 1886 am Realprogymnasium zu Mühlhausen Physik (Unter- und Obersekunda: „Magnetismus und Electricität“, Prima: „Statik und Mechanik“) und Mathematik. 1886 wurde er nach Magdeburg versetzt, so dass er nicht, wie geplant, den Vorsitz des neugegründeten Turnvereins Jahn in Mühlhausen übernehmen konnte. In Magdeburg war Berger Oberlehrer bis 1912, u. a. auch Mitleiter des Pädagogischen Seminars – ab 1887 am König-Wilhelms-Gymnasium und später am Domgymnasium;  1912 bis 1914 war er Oberstudiendirektor am Stephaneum in Aschersleben; schließlich hier Gymnasialdirektor bis 1923.
Berger engagierte sich in verschiedenen Funktionen als Turner und förderte das Schulturnen. Auch setzte er sich für das Frauenturnen ein. Er übernahm in der Deutschen Turnerschaft zunehmend überregionale Funktionen. Politisch war er nationalliberal eingestellt. Am Ersten Weltkrieg nahm Major Berger drei Jahre als Bataillonsführer teil.
Von 1919 bis 1929 führte Berger als Vorsitzender die Deutsche Turnerschaft. In seine Ära fällt 1922 die sogenannte Reinliche Scheidung zwischen Ballsportarten insbesondere Fußball und dem Turnen. Die politisch national ausgerichtete Verbandshaltung änderte sich nicht. Allerdings war der Verband auf demokratischer Grundlage aufgebaut. Der Verband mit Millionen Mitgliedern ließ sich nicht mehr ehrenamtlich führen, so dass Berger sich als Lehrer beurlauben ließ, um die Organisation mit Sitz in Berlin hauptamtlich zu führen. Die 1923 in München und 1928 in Köln (Berger freundete sich mit dem Oberbürgermeister Konrad Adenauer an) gefeierten Turnfeste der Deutschen Turnerschaft unter Leitung des Vorsitzenden Berger waren mit 300.000 Teilnehmern die größten Sportveranstaltungen vor dem Dritten Reich. Mit Adenauer gründete Berger die Sporthochschule Köln. Im Jahr 1929 kandidierte er nicht erneut und lebte seither in Mühlhausen. Er vertrat die deutsche Turnerschaft in zahlreichen Verbänden und bei Behörden. Nach der Zwangsauflösung der Turnerschaft war er nach 1933 Mitglied des Reichsbeirates für Leibesübungen, zweiter Vorsitzender des Reichsausschusses für Leibesübungen und Beirat des Preußischen Ministeriums für Wissenschaft, Kunst und Volksbildung.
Berger war Leiter der Sternwarte Magdeburg.

## Familie
Oskar Berger heiratete Berta Leineweber († 1955), die Tochter des Zweiten Bürgermeisters von Mühlhausen, Wilhelm Gottlieb Leineweber. Das Paar hatte fünf Kinder. Seine beiden ältesten Söhne Wilhelm und Konrad kamen 1945 in russischen Kriegsgefangenenlagern um. Wilhelms Stiefsohn war der Journalist, Autor und Verleger Hansgeorg Trurnit. Konrads Sohn Alf-Jörg Berger war unter anderem Verkehrsdirektor in Lüneburg und Bad Hersfeld.

## Ehrungen
- Ehrenmitglied der Deutschen Turnerschaft
- Ehrenbürger von Freyburg an der Unstrut
- Ehrenbürger von Mühlhausen
- 1935 wurde die Professor-Berger-Straße in Mühlhausen (in der Nähe seines Wohnhauses in der Lutterothstr. 14) nach ihm benannt.